# Angelus (limacodídeos)
Angelus (Arctiidae) é um gênero de traça pertencente à família Arctiidae.